# Acanthurus tristis
Acanthurus tristis és una espècie de peix pertanyent a la família dels acantúrids.

## Descripció
- Pot arribar a fer 25 cm de llargària màxima.
- 8 espines i 23-33 radis tous a l'aleta dorsal i 22-29 radis tous a l'anal.
- El marge de l'aleta caudal és estret i de color negre.[2][3]

## Hàbitat
És un peix marí, associat als esculls i de clima tropical (24°N-9°S, 71°E-116°E) que viu entre 2 i 26 m de fondària.

## Distribució geogràfica
Es troba a l'Índic: Txagos, Indonèsia, les Maldives, Myanmar, les illes Seychelles, Sri Lanka, Tanzània i Tailàndia.

## Observacions
És inofensiu per als humans.